# Sue Kaufman
Sue Kaufman (7 de agosto de 1926, Long Island, Nueva York-25 de junio de 1977, Manhattan, Nueva York) fue una escritora estadounidense.

## Biografía
Sue Kaufman nació el 7 de agosto de 1926 en Long Island, Nueva York. Graduada en el Vassar College en 1947, se inició en el mundo literario como ayudante editorial. En 1953 se casó con Jeremiah Abraham Barondess con quien tuvo un hijo, James, en 1957.
Siempre bajo su apellido de soltera (hecho inusual en el mundo anglosajón), publicó diversos artículos en revistas norteamericanas como The Atlantic Monthly, The Paris Review o The Saturday Evening Post. Con su tercera novela, Diario de un ama de casa desquiciada, alcanzó un notable éxito. Tras luchar contra la depresión durante años y enfrentarse a otra estancia en una institución mental al día siguiente, se suicidó el 25 de junio de 1977 saltando desde la ventana de su apartamento del piso dieciocho a los 50 años.
En su honor se instauró en 1979 el premio literario conocido como Sue Kaufman Prize for First Fiction, que entrega anualmente desde 1980 la Academia Americana de las Artes y las Letras.

## Adaptación cinematográfica
- Diary of a Mad Housewife dirigida por Frank Perry en 1970, con Carrie Snodgress, Richard Benjamin y Frank Langella.